# Лармор (місячний кратер)
Кра́тер Ла́рмор (лат. Larmor) — великий стародавній метеоритний кратер у північній півкулі зворотного боку Місяця. Назва присвоєна на честь ірландського фізика і математика Джозефа Лармора (1857—1942) та затверджена Міжнародним астрономічним союзом у 1970 році. Утворення кратера відбулось у нектарському періоді.

## Опис кратера

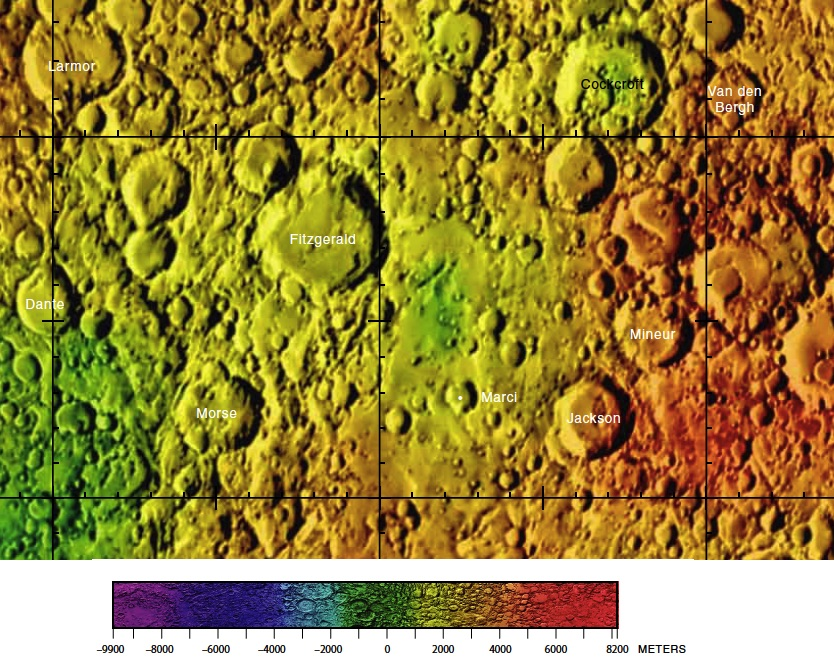
Околиці кратера Лармор. Фрагмент мапи зворотного боку Місяця.

Найближчими сусідами кратера є Шайн на заході; кратер Шампольйон на північному заході; кратер Мур на півночі північному сході; кратер Парсонс на північному сході; кратер Фіцджеральд на південному сході; кратер Данте на півдні і кратер Фрейндліх на південному заході. Селенографічні координати центра кратера 31°51′ пн. ш. 179°40′ зх. д. / 31.85° пн. ш. 179.67° зх. д., діаметр 99,5 км, глибина 2,8 км.
Кратер Лармор має полігональну форму і є помірно зруйнованим. Вал кратера має чітко окреслену крайку, північна частина вала перекрита сателітним кратером Лармор Z (див. нижче), внутрішній схил зберіг залишки терасоподібної структури, ширина внутрішнього схилу є дещо більшою у південній частині. Висота вала над навколишньою місцевістю досягає 1460 м, об'єм кратера становить приблизно 9200 км³. Дно чаші є порівняно рівним, у центрі чаші розташоване скупчення невисоких пагорбів.

## Сателітні кратери
| Лармор | Координати                                                  | Діаметр, км |
| ------ | ----------------------------------------------------------- | ----------- |
| K      | 29°49′ пн. ш. 178°58′ зх. д. / 29.82° пн. ш. 178.96° зх. д. | 23,4        |
| Q      | 28°40′ пн. ш. 176°19′ зх. д. / 28.67° пн. ш. 176.32° зх. д. | 23,0        |
| W      | 33°44′ пн. ш. 177°41′ зх. д. / 33.74° пн. ш. 177.69° зх. д. | 30,3        |
| Z      | 33°35′ пн. ш. 179°33′ зх. д. / 33.58° пн. ш. 179.55° зх. д. | 49,4        |

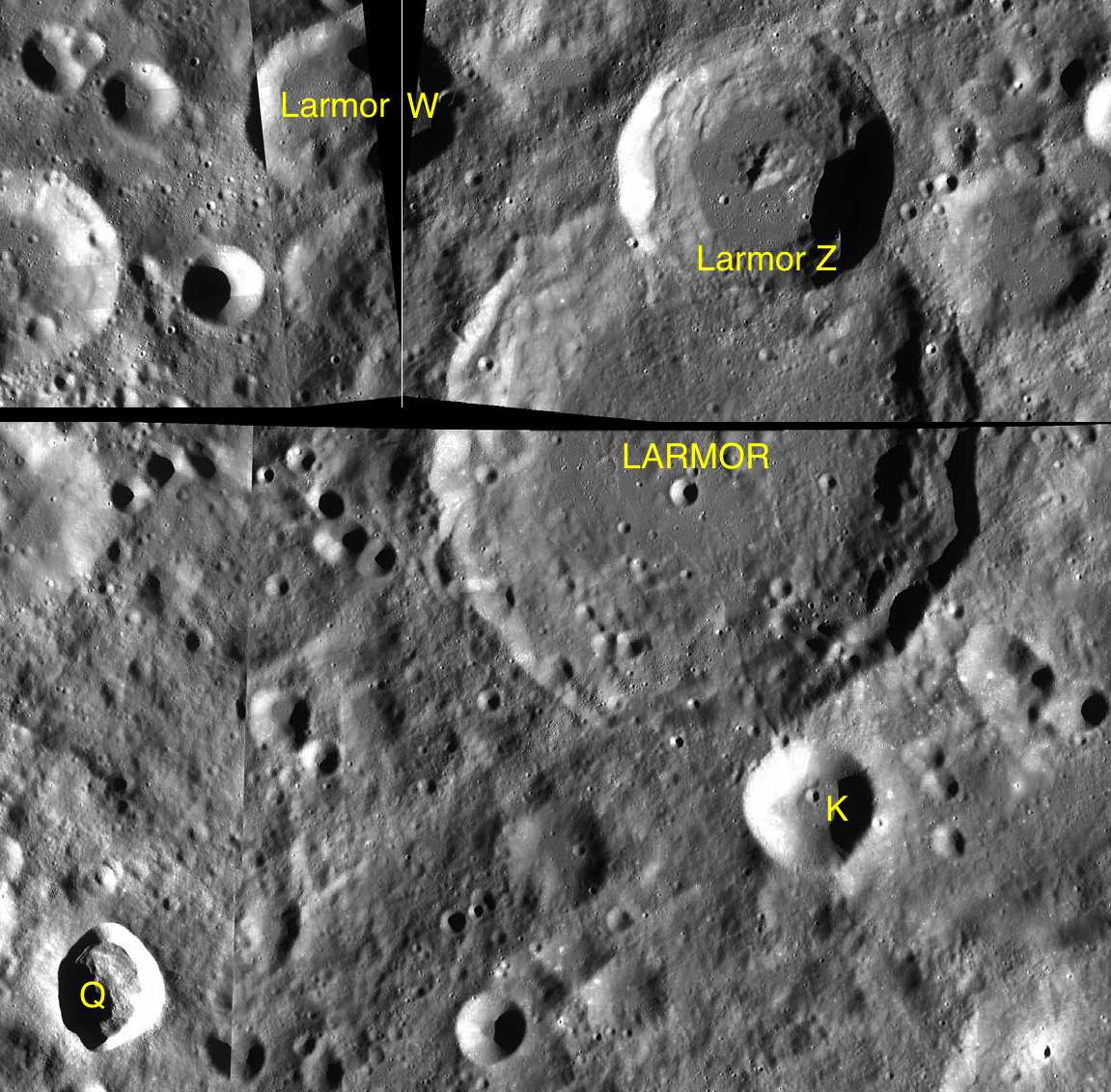
Фрагменти мап LAC-32, LAC-33, LAC-50.

- Сателітний кратер Лармор Q має систему променів, що спрямовані в основному у північному та південно-східному напрямках. Біля підніжжя внутрішнього схилу кратера знаходяться масивні завали зруйнованих порід.
- Утворення сателітного кратера Лармор Z відбулось у пізньоімбрійському періоді[1].

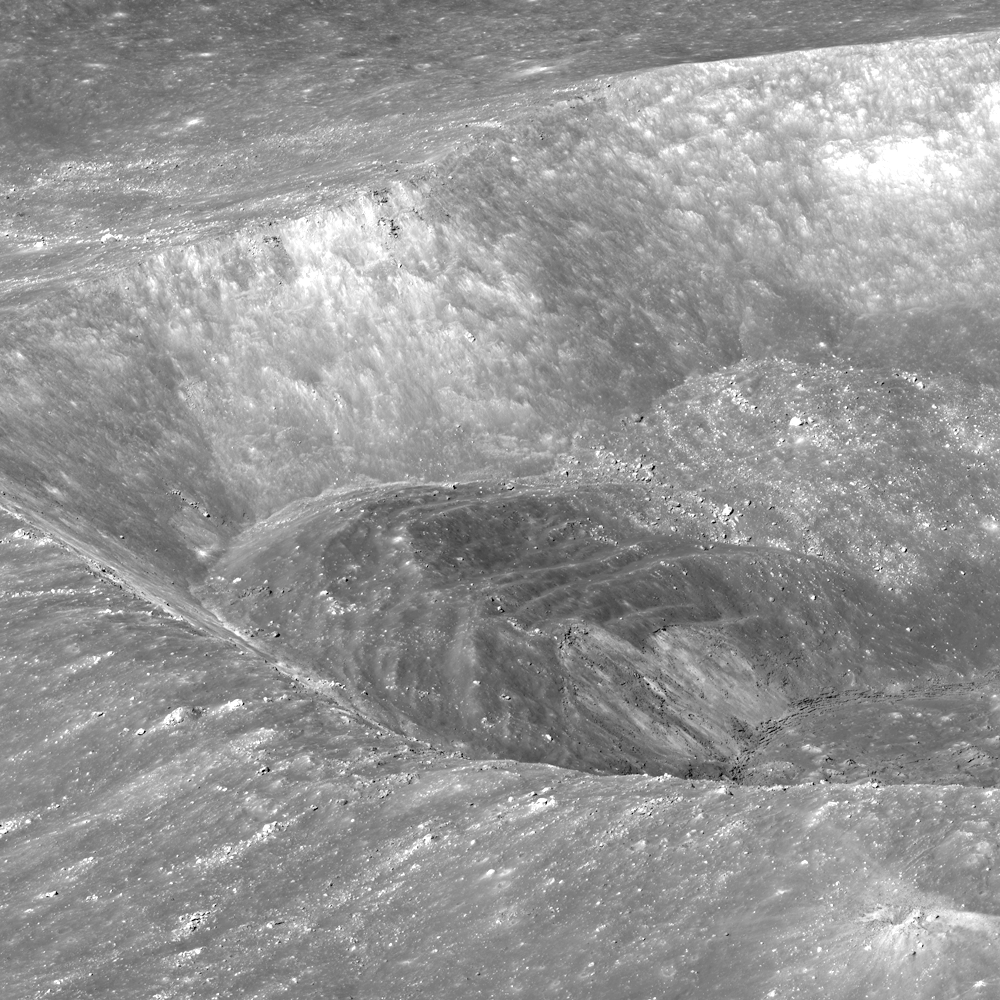
Південна частина сателітного кратера Лармор Q. Вигляд зі сходу на захід з висоти 60 км. Світлина зонда Lunar Reconnaissance Orbiter. На фото добре видно потоки розплаву на південній частині внутрішнього схилу